# Калька (лингвистика)
Ка́лька (от фр. calque «копия»), или кальки́рование, в лингвистике — заимствование иноязычных слов, высказываний, фраз буквальным переводом соответствующей языковой единицы, а также результат этих заимствований: слова, высказывания и фразы. 
Изучением кальки занимаются лингвистика, лексикология и переводоведение. Кальки возникают как реакция носителей языка на резкое увеличение числа внедряющихся в обиход и науку прямых заимствований иноязычных слов. В разные исторические периоды разных: в России — последовательно из немецкого, голландского, французского и английского языков. В некоторых языках (например, исландском и китайском) калькирование — практически единственный способ ассимиляции иноязычной лексики.

## Виды кальки
Лингвисты различают следующие виды кальки:
- словообразовательные кальки;
- семантические кальки;
- фразеологические (синтаксические) кальки;
- полукальки;
- ложные кальки.

Словообразовательные кальки — это слова, полученные поморфемным переводом иностранного слова с одного языка на другой. Калька обычно не ощущается как заимствованное слово, так как составлена из морфем своего языка. Поэтому реальное происхождение таких слов зачастую оказывается неожиданным для человека, впервые его узнающего. Так, например, русское слово насекомое — калька с латинского insectum.
Примеры словообразовательной кальки в русском языке:
- с греческого: χρονογράφος — летописец; ὀρθοδοξία — православие;
- с латинского: dativus — дательный (падеж); intramuscularis — внутримышечный;
- с немецкого: Vorstellung — представление; Halbinsel — полуостров; Menschlichkeit — человечность;
- с французского: departement — отделение; concentrer — сосредоточить; impression — впечатление; influence — влияние;
- с английского: skyscraper — небоскрёб; semiconductor — полупроводник.

Семантические кальки — это слова, которые получили новые, переносные значения под влиянием иностранного слова. Так, например, русское слово «утончённый» под влиянием фр. raffiné получило новое значение «изысканный, изощренный»; слово «тронутый» в новом значении «психически ненормальный» обязано фр. toqué; слово «ограниченный» в значении «туповатый, недалекий» из фр. borné. Русское слово мн. ч. «небеса» образовано под влиянием мн. ч. церк.-слав. небеса, от мн. ч. др.-греч. οὐρανοί — калька сир. ܫܡܝܐ, в котором слова «небеса́», «во́ды» существуют только во множественном числе.
Фразеологические кальки возникают путём буквального перевода идиоматических выражений: «пора меж волка и собаки» (А. С. Пушкин) от фр. entre chien et loup «в сумерки»; «целиком и полностью» от нем. voll und ganz «полностью». Русское выражение «он не в своей тарелке» (то есть ему не по себе, он чувствует себя некомфортно и т. п.) обязано фр. il n’est pas dans son assiette, в котором слово «assiette» с основным значением «тарелка» реализует значение «положение».
Полукалькой называется частичное калькирование составных слов. Например, в слове «трудоголик» (от англ. workaholic) калькирована только первая часть слова, в слове «антитело» (от фр. anticorps) — только вторая.
Термин ложная калька применяют к заимствованиям в результате ложно истолкованной морфолого-семантической структуры иноязычного слова. Например, русское название «орлик» растения аквилегия — перевод лат. aquilegia, воспринятого как производное от лат. aquila «орёл» (в действительности этимология лат. aquilegia — от лат. aqua «вода»).
Не все кальки приживались. Например, министр народного просвещения А. С. Шишков предлагал вместо слова «фортепиано» употреблять «тихогромы» — кальку с итал. pianoforte.
В технике перевода кальку следует отличать от морфологической передачи, когда иноязычное слово транслитерируется с последующим приспособлением его к морфологии родного языка (для удобства склонения и спряжения). Например, от фр. dièse образовано существительное мужского рода «диез», а от однокоренного др.-греч. δίεσις — существительное женского рода «диеса»; русский глагол «утрировать» — от фр. outrer преувеличивать; чужое лат. intonatio может быть переведено и калькой («настройка»; от in + tonus), и морфологической передачей («интонация»; чужая транслитерируемая основа «интонац-» + родная флексия «-ия»).

## Словообразовательное калькирование как источник ошибок при переводе
Нередко при переводе составных терминов словообразовательная калька — дословный перевод каждой составляющей термина — применяется неопытными переводчиками вместо правильного смыслового перевода термина целиком, что приводит к ошибкам. Например:
| Английский термин        | Словообразовательная калька | Корректный перевод        |
| ------------------------ | --------------------------- | ------------------------- |
| X-rays                   | Икс-лучи                    | Рентгеновские лучи        |
| Galilean moons           | Галилеевы луны              | Галилеевы спутники        |
| Magnitude of a star      | Величина (размер) звезды    | Звёздная величина (блеск) |
| Solid state chemistry    | Химия твёрдого состояния    | Химия твёрдого тела       |
| White fox                | Белая лисица                | Песец                     |
| Snow fox                 | Снежная лисица              | Песец                     |
| Black ice                | Чёрный лёд                  | Гололедица                |
| Clear ice                | Чистый лёд                  | Гололедица                |
| Blowing snow             | Дуновение снега             | Позёмка                   |
| Ice age                  | Век льда                    | Ледниковый период         |
| 2 o’clock in the morning | 2 часа утра                 | 2 часа ночи               |